# 常陸大子駅
常陸大子駅（ひたちだいごえき）は、茨城県久慈郡大子町大字大子にある、東日本旅客鉄道（JR東日本）水郡線の駅である。
水郡線における東京近郊区間、およびSuica首都圏エリアは当駅が最北端である。

## 歴史
- 1927年（昭和2年）3月10日：鉄道省の駅として開業[2]。
- 1930年（昭和5年）4月16日：当駅 - 磐城塙間延伸開業。
- 1963年（昭和38年）11月1日：電報取扱廃止[3]。
- 1981年（昭和56年）7月1日：貨物扱い廃止[2]。
- 1984年（昭和59年）2月1日：荷物扱い廃止[2]。
- 1987年（昭和62年）4月1日：国鉄分割民営化により、東日本旅客鉄道の駅となる[2]。
- 2002年（平成14年）：駅弁販売が復活。
- 2014年（平成26年）4月1日：ICカード「Suica」が利用開始となる[4]。ただし郡山方面への使用はできない。常陸大宮駅委託化に伴い、常陸大宮駅 - 中舟生駅間が当駅管理下となる。
- 2016年（平成28年）3月17日：駅舎改装[5][6]。
- 2018年（平成30年）4月1日：磐城石川駅委託化に伴い、磐城浅川駅 - 磐城守山駅間が当駅管理下となる。
- 2019年（令和元年）
  - 10月13日：令和元年東日本台風（台風19号）の影響で袋田 - 当駅間の第六久慈川橋が落橋により、不通となる。当駅を含む常陸大宮 - 郡山間、長期休業が見込まれる[7]。
  - 10月16日：常陸大宮 - 当駅間、臨時バス運行開始[8]。
  - 11月1日：当駅 - 安積永盛・郡山間で運行再開[9]。常陸大宮 - 西金間も運行再開し、当駅 - 西金間で代行バスの運行開始[10]。
- 2021年（令和3年）3月27日：当駅 - 袋田駅間で運行再開[11]。
- 2023年（令和5年）3月31日：駅舎内改札外のヤマザキショップが閉店。

## 駅構造
単式ホーム1面1線と島式ホーム1面2線、計2面3線のホームを持つ地上駅になっている。互いのホームは跨線橋で連絡している。車両基地（勝田車両センター大子派出所）を有するため、留置線が多い。留置線奥には転車台が設置されているが、使用機会は少ない。
水郡線統括センター拠点駅で、乗務員基地も所在する。直営駅（駅長配置）であり、管理駅として瓜連駅 - 磐城守山駅間の各駅を管理している。みどりの窓口・自動券売機・簡易Suica改札機が設置されている。駅舎の半分にはヤマザキショップが入店していたが、2023年3月31日をもって閉店している。
また、当駅を挟んで水戸駅方面 - 郡山駅方面を直通する列車では、一部列車が当駅で増解結を行う。

### のりば
| 番線 | 路線    | 方向       | 行先           |
| ---- | ------- | ---------- | -------------- |
| 1    | ■水郡線 | 上り       | 袋田・水戸方面 |
| 2    | ■水郡線 | 下り       | 郡山方面       |
| 3    | ■水郡線 | （臨時用） | （臨時用）     |

（出典：JR東日本:駅構内図）

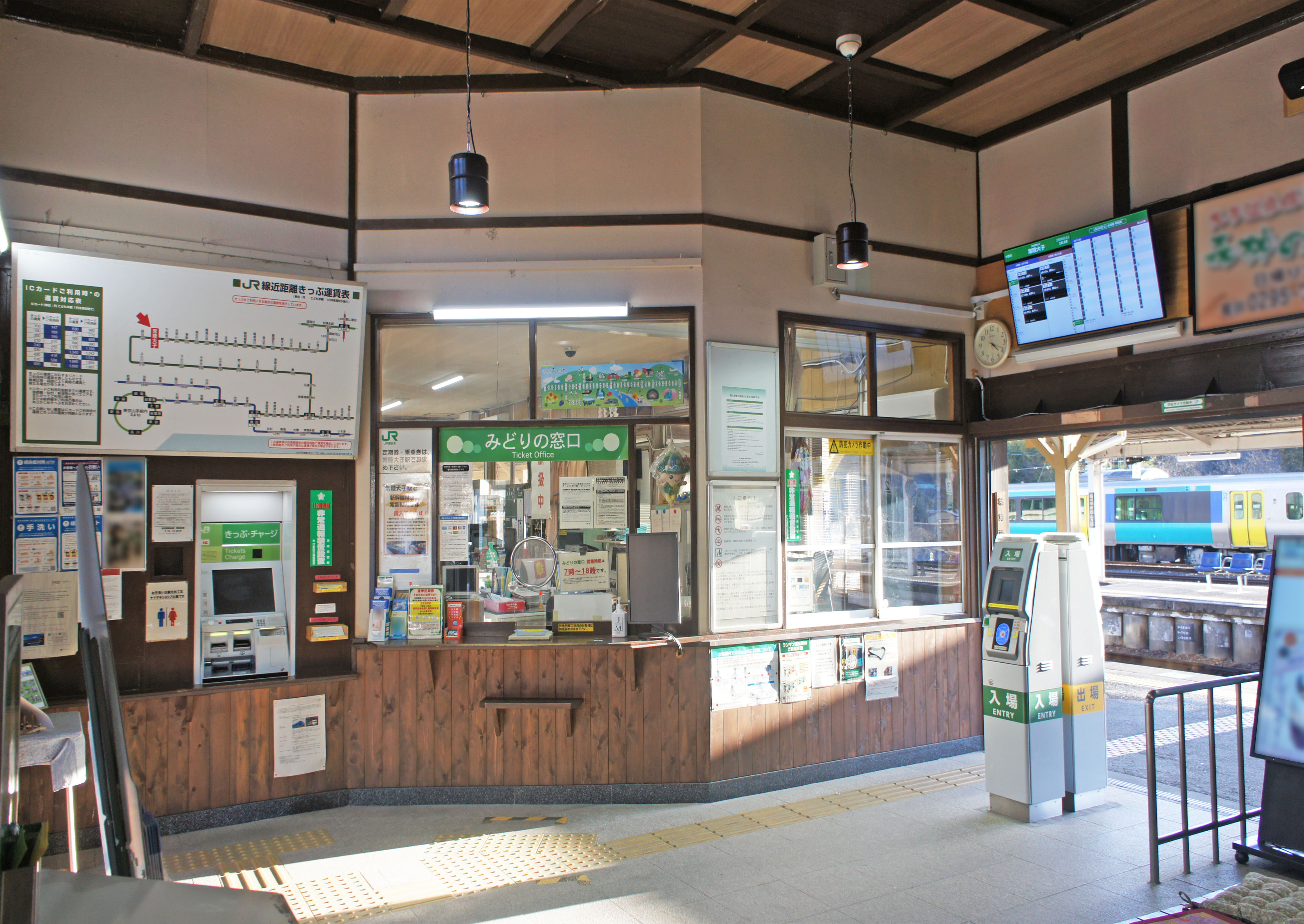
改札口と券売機（2022年2月）
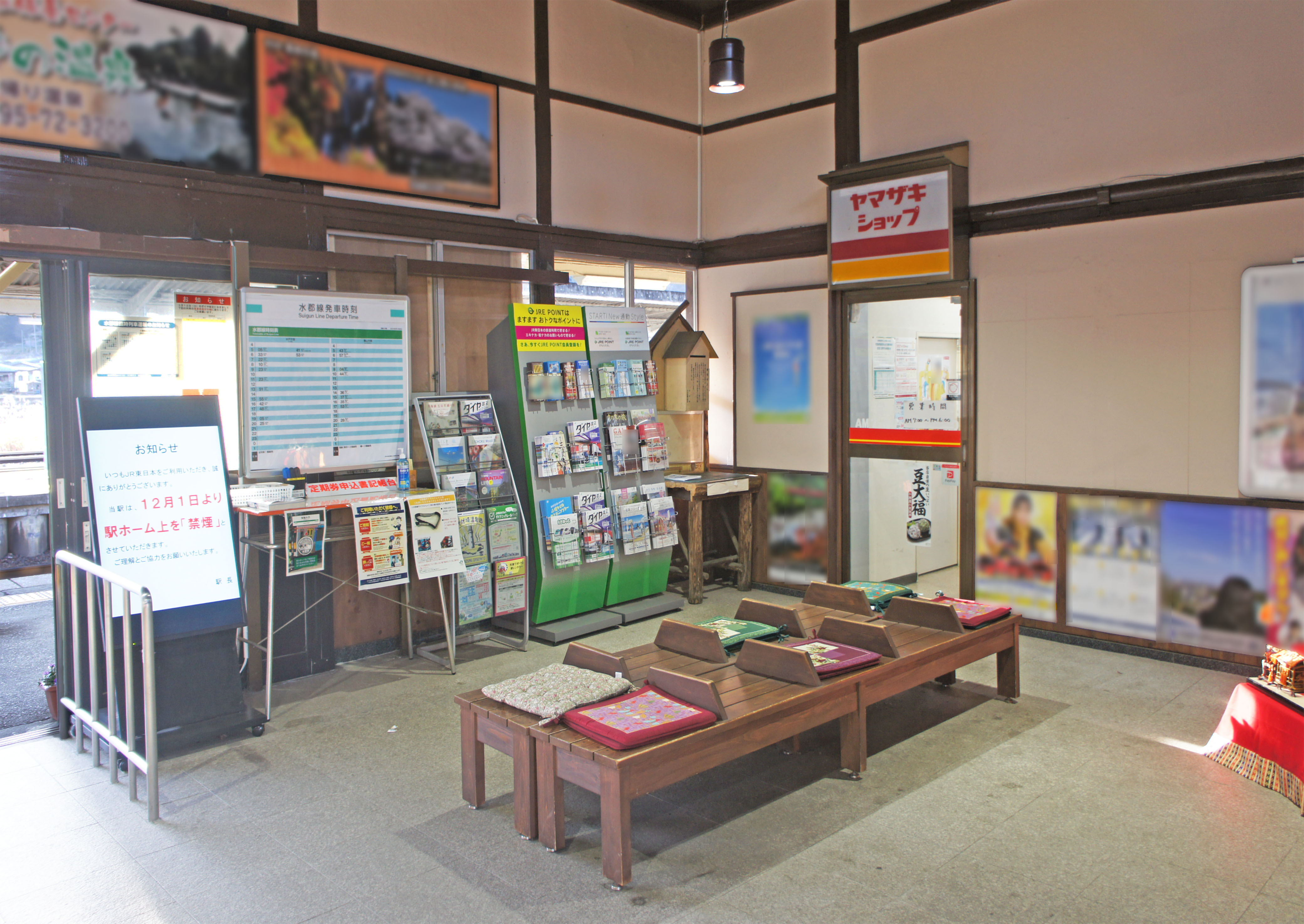
待合室（2022年2月）
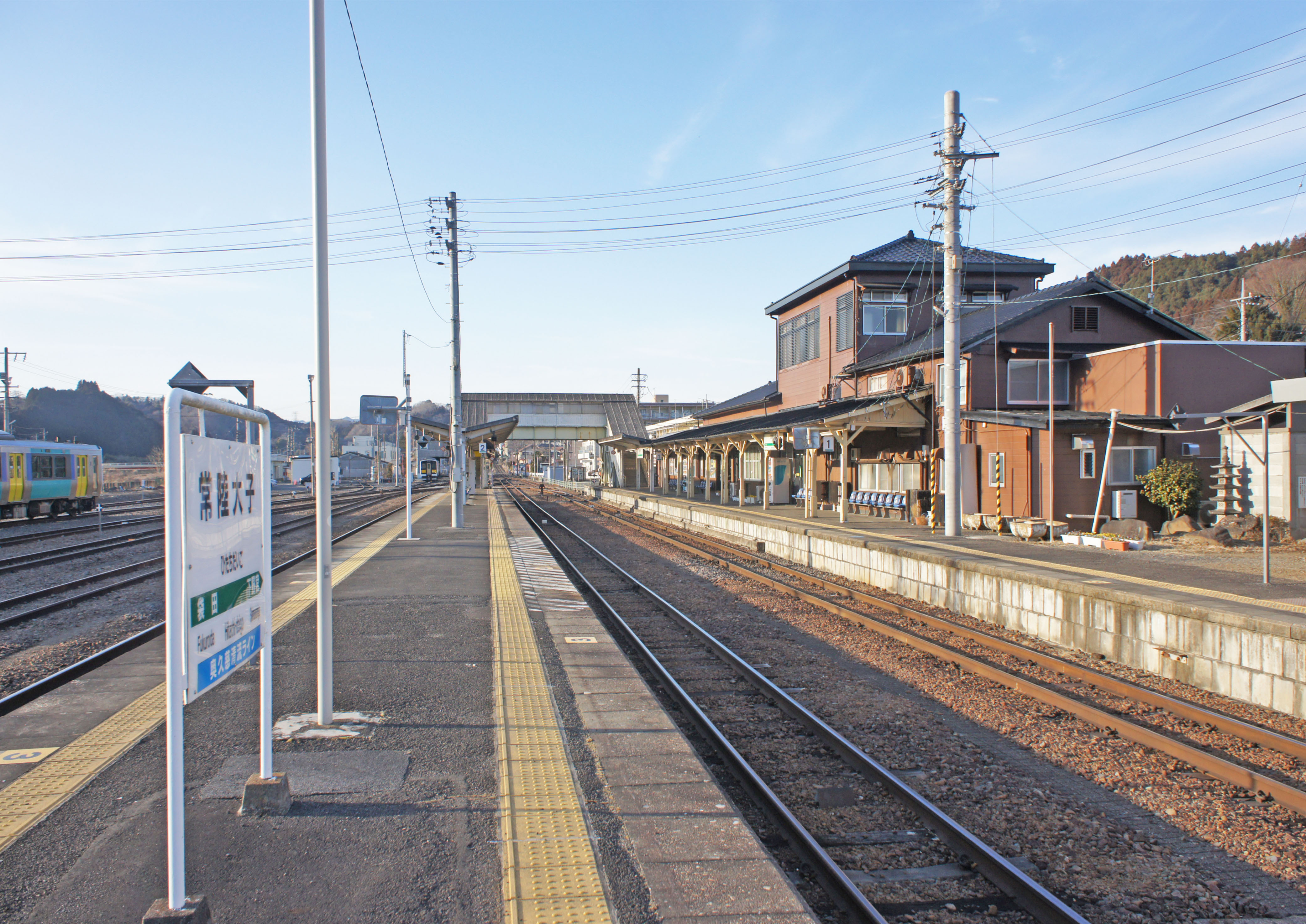
ホーム（2022年2月）
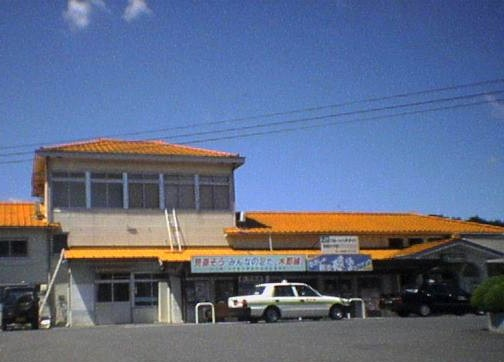
改修前の駅舎（2005年7月）
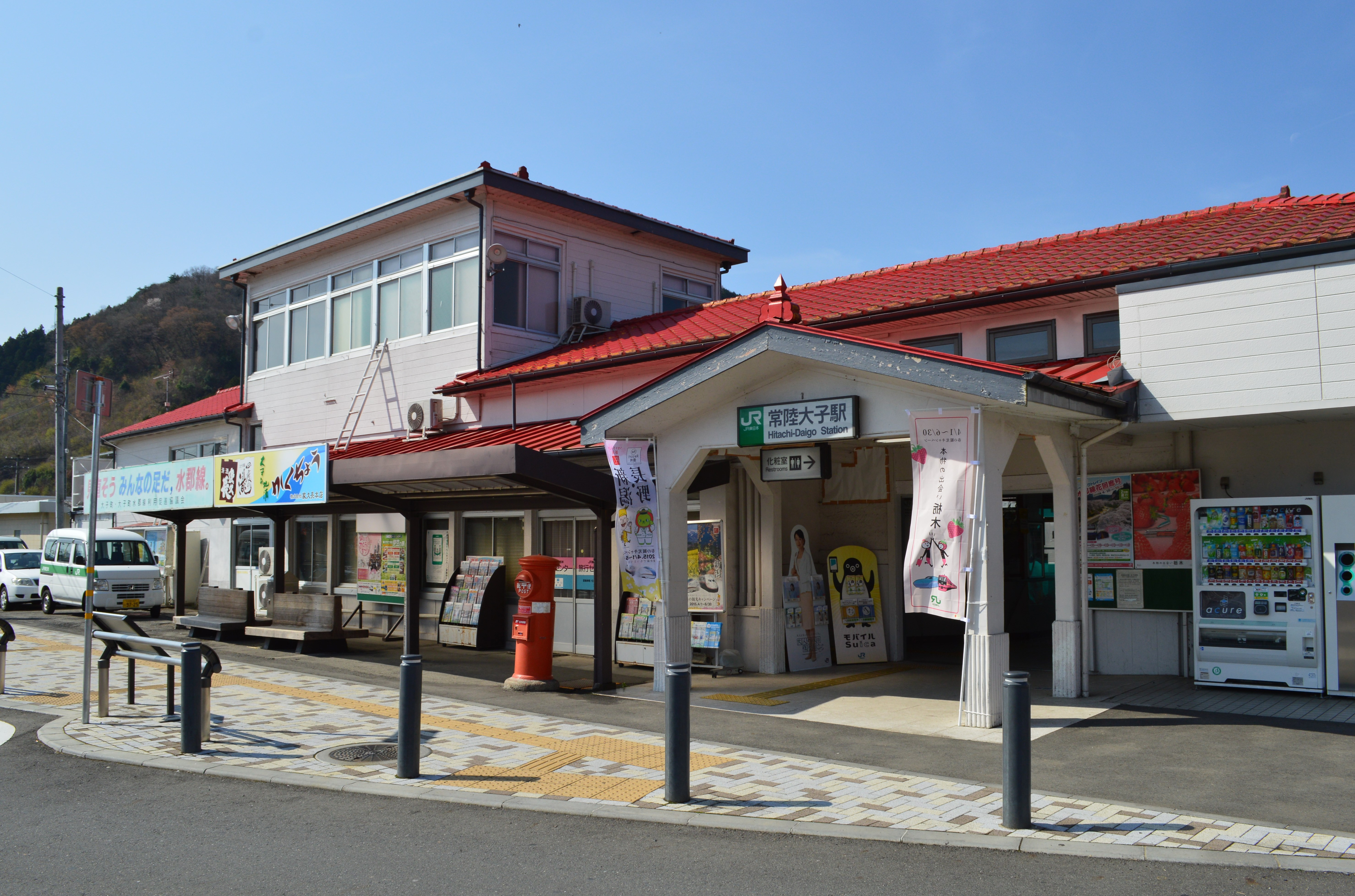
改修前の駅舎（2015年4月）

## 駅前

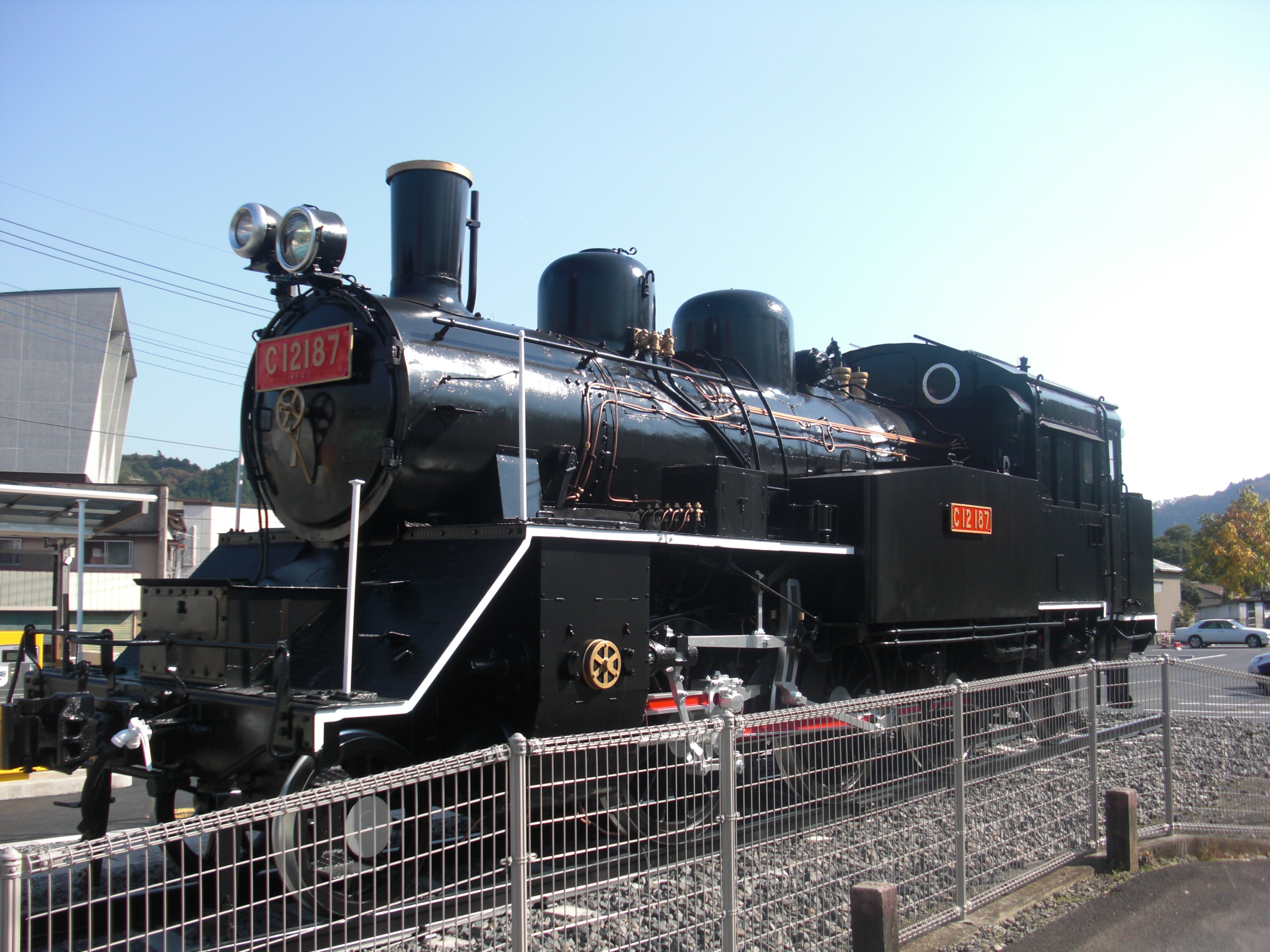
駅前で静態保存中の蒸気機関車C12 187（2010年11月）

駅前広場には、水郡線建設に功績のあった衆議院議員・根本正の胸像が1968年（昭和43年）に設置されている。元来、根本の胸像は、本駅から東館駅まで延伸となり、茨城県内の区間が完成した1930年（昭和5年）に「水郡線全通記念碑」として十二所神社境内に設置されたが、大東亜戦争の長期化に伴う金属類回収令によって供出され、現在は大子町立だいご小学校内に台座と碑文のみが残されている。しかし、実際に水郡線が全通するのは1934年（昭和9年）であり、その4年前に「全通記念碑」を建てたのは、福島県側との連絡などは建設推進のための題目にすぎず、地元と県庁所在地を結ぶ鉄道が完成しさえすればそれでよいという地域エゴの現れと指摘されている。
有料駐車場入口には、1938年（昭和13年）7月27日に日本車輌製造名古屋工場で製造され、九州各地で運用された後、1967年（昭和42年）7月に水戸機関区に配属され、1970年（昭和45年）まで使用された蒸気機関車C12 187が静態保存されている。

## 駅弁

販売されている「奥久慈しゃも弁当」

駅前の玉屋旅館が販売する主な駅弁は下記の通り。
- 奥久慈しゃも弁当 - 購入には予約が必要である[16]。

## 利用状況
JR東日本によると、2023年度（令和5年度）の1日平均乗車人員は249人である。
1997年度（平成9年度）以降の推移は以下のとおりである。
| 乗車人員推移       | 乗車人員推移     | 乗車人員推移    |
| 年度               | 1日平均 乗車人員 | 出典            |
| ------------------ | ---------------- | --------------- |
| 1997年（平成09年） | 708              | [ 利用客数 2 ]  |
| 1998年（平成10年） | 639              | [ 利用客数 3 ]  |
| 1999年（平成11年） | 622              | [ 利用客数 4 ]  |
| 2000年（平成12年） | 600              | [ 利用客数 5 ]  |
| 2001年（平成13年） | 581              | [ 利用客数 6 ]  |
| 2002年（平成14年） | 558              | [ 利用客数 7 ]  |
| 2003年（平成15年） | 543              | [ 利用客数 8 ]  |
| 2004年（平成16年） | 526              | [ 利用客数 9 ]  |
| 2005年（平成17年） | 526              | [ 利用客数 10 ] |
| 2006年（平成18年） | 511              | [ 利用客数 11 ] |
| 2007年（平成19年） | 496              | [ 利用客数 12 ] |
| 2008年（平成20年） | 481              | [ 利用客数 13 ] |
| 2009年（平成21年） | 453              | [ 利用客数 14 ] |
| 2010年（平成22年） | 449              | [ 利用客数 15 ] |
| 2011年（平成23年） | 384              | [ 利用客数 16 ] |
| 2012年（平成24年） | 381              | [ 利用客数 17 ] |
| 2013年（平成25年） | 357              | [ 利用客数 18 ] |
| 2014年（平成26年） | 334              | [ 利用客数 19 ] |
| 2015年（平成27年） | 324              | [ 利用客数 20 ] |
| 2016年（平成28年） | 331              | [ 利用客数 21 ] |
| 2017年（平成29年） | 319              | [ 利用客数 22 ] |
| 2018年（平成30年） | 300              | [ 利用客数 23 ] |
| 2019年（令和元年） | 255              | [ 利用客数 24 ] |
| 2020年（令和02年） | 167              | [ 利用客数 25 ] |
| 2021年（令和03年） | 211              | [ 利用客数 26 ] |
| 2022年（令和04年） | 223              | [ 利用客数 27 ] |
| 2023年（令和05年） | 249              | [ 利用客数 1 ]  |

## 駅周辺
駅前にはロータリーがあり、商店街がある。
- 大子温泉
- 大子町役場
- 道の駅奥久慈だいご
- 大子町立だいご小学校
- 大子郵便局
- 大子地蔵尊
- 十二所神社
  - 蒟蒻神社 - 十二所神社境内に在る
- 大子航空無線標識所
- FMだいご
- 国道118号
- 国道461号

## バス路線
- 茨城交通
- みどり号
- 関東自動車・茨城交通 奥久慈おでかけ快速バス（実証実験運行）[17] 那須塩原駅西口行

## その他
- 東野鉄道は最終的に当駅まで延伸する計画があった。

- テレビドラマ「鉄道公安官」の最終回の舞台となり、本駅やその近辺での撮影が多数行われた。ちなみに野球練習中に誤って友人のバットが頭部に当たってしまった少年を、母親の意向で東京の医者に見せるべく急行「奥久慈」で上野に緊急搬送する予定だったが、水戸駅で「ひたち」に乗せ換える設定であった。
- CHAGE and ASKAのシングル「Sons and Daughters 〜それより僕が伝えたいのは」のプロモーションビデオのロケーション撮影に使われたことがある。
- 2006年（平成18年）に放送された毎日放送制作のドラマ30『がきんちょ〜リターン・キッズ〜』の中で何度か登場した。
- 2017年度上期NHK連続テレビ小説『ひよっこ』でヒロインの出身地の奥茨城村の玄関駅 [注釈 1]とされている。但し、駅でのロケは実施されていない。

## 隣の駅
東日本旅客鉄道（JR東日本）
■水郡線
袋田駅 - 常陸大子駅 - 下野宮駅

### 記事本文